# Jupiter LXX
Jupiter LXX, cunoscut inițial ca S/2017 J 9, este un satelit natural exterior al lui Jupiter . A fost descoperit de Scott S. Sheppard⁠(d) și echipa sa în 2017, dar nu a fost anunțat până pe 17 iulie 2018, printr-un Minor Planet Electronic Circular de la Minor Planet Center .  Are aproximativ 3 kilometri în diametru și orbitează pe o semiaxă mare de aproximativ 21.487.000 km cu o înclinație de aproximativ 152,7°.  Aparține grupului Ananke . 